# Pascal Despeyroux
Pascal Despeyroux (Tolosa, 17 novembre 1965) è un allenatore di calcio ed ex calciatore francese, di ruolo mediano.

## Biografia
Dai suoi compagni di squadra viene definito il "tedesco" a causa dei suoi capelli biondi e la sua combattività.

## Caratteristiche tecniche
Ha iniziato la sua carriera con il ruolo di libero, per poi passare al ruolo di centrocampista difensivo dal tecnico Jacques Santini.

## Carriera

### Giocatore

#### Club

##### Tolosa
Inizia la sua carriera calcistica al US Tolosa all'età di sette anni e ha giocato per 4 anni al Tolosa AC. Nello stesso anno, l'11 ottobre 1985, viene convocato in prima squadra, così che fu il più giovane di sempre ad essere convocato in prima squadra.
Nel 1986-1987 divenne titolare e la sua squadra termina terza in campionato. Qualificata per la Coppa UEFA, il Tolosa esce ai sedicesimi di finale contro lo Spartak Mosca (4-6 in tutti e due i match).

##### Saint-Étienne
Nel 1992 passa al Saint-Étienne. La sua squadra arriva in semifinale di Coupe de France, perdendola 1-0 contro il Nantes. Nominato capitano della squadra nel 1995, gioca 12 partite in campionato per un infortunio al ginocchio e il club retrocede in Division 2.

##### Perpignan
Viene poi acquistato dal Perpignan, squadra militante in Division 2, con la quale firma un contratto di quattro anni e diventa un responsabile del centro di formazione. Pascal deve essere di nuovo operato al ginocchio e decide di abbandonare il calcio giocato a fine stagione.

#### Nazionale
Ha collezionato 3 presenze con la propria Nazionale, dove ha giocato nel torneo di fine stagione a Tolone. In questa competizione è arrivato con la Nazionale francese in finale contro la Bulgaria.
La stagione seguente viene convocato, dall'allenatore Henri Michel, il 27 gennaio 1988, con la Francia per un incontro contro Israele. Despeyroux entra al 71º minuto di gioco, sostituendo Luis Fernández e il match si conclude con un pareggio. Con i Bleus viene inoltre convocato per il Torneo di Francia a febbraio.

### Allenatore
Nel 1998 è diventato allenatore del Tolosa e nel 2000 divenne allenatore dell'Auch Gascogne, club militante in Championnat National, dove esercita la funzione di direttore tecnico. Retrocesso al termine della stagione, l'ASAG ritrova la division d'honneur. Despeyroux dirige il club per altri otto anni. Si dimise nel 2008 a causa di difficoltà finanziarie del club e poi prende la sua laurea di allenatore.
Nell'aprile del 2011, è stato nominato consigliere dipartimentale (CTD), della Haute-Garonne Midi e Tolosa, diventando così il primo ex professionista ad esercitare una tale posizione.

## Statistiche

### Presenze e reti nei club
Statistiche aggiornate al 22 dicembre 2013.
| Stagione             | Squadra              | Campionato           | Campionato | Campionato | Coppe nazionali | Coppe nazionali | Coppe nazionali | Coppe continentali | Coppe continentali | Coppe continentali | Nazionale | Nazionale | Nazionale | Totale | Totale |
| Stagione             | Squadra              | Comp                 | Pres       | Reti       | Comp            | Pres            | Reti            | Comp               | Pres               | Reti               | Comp      | Pres      | Reti      | Pres   | Reti   |
| -------------------- | -------------------- | -------------------- | ---------- | ---------- | --------------- | --------------- | --------------- | ------------------ | ------------------ | ------------------ | --------- | --------- | --------- | ------ | ------ |
| 1985-1986            | Tolosa FC            | D1                   | 22         | 3          | CF              | 1               | 0               | -                  | -                  | -                  | -         | -         | -         | 23     | 3      |
| 1986-1987            | Tolosa FC            | D1                   | 35         | 1          | CF              | 4               | 0               | CU                 | 4                  | 0                  | -         | -         | -         | 39     | 1      |
| 1987-1988            | Tolosa FC            | D1                   | 33         | 2          | CF              | 5               | 0               | CU                 | 4                  | 0                  | Francia   | 2         | 0         | 41     | 2      |
| 1988-1989            | Tolosa FC            | D1                   | 32         | 1          | CF              | 3               | 1               | -                  | -                  | -                  | Francia   | 1         | 0         | 17     | 7      |
| 1989-1990            | Tolosa FC            | D1                   | 36         | 1          | CF              | 1               | 0               | -                  | -                  | -                  | -         | -         | -         | 37     | 1      |
| 1990-1991            | Tolosa FC            | D1                   | 13         | 2          | CF              | 3               | 0               | -                  | -                  | -                  | -         | -         | -         | 16     | 2      |
| 1991-1992            | Tolosa FC            | D1                   | 25         | 0          | -               | -               | -               | -                  | -                  | -                  | -         | -         | -         | 25     | 0      |
| Totale Toulouse FC   | Totale Toulouse FC   | Totale Toulouse FC   | 196        | 10         |                 | 17              | 1               |                    | 8                  | 0                  |           | 3         | 0         | 224    | 11     |
| 1992-1993            | Saint-Étienne        | D1                   | 25         | 0          | CF              | 2               | 0               | -                  | -                  | -                  | -         | -         | -         | 27     | 0      |
| 1993-1994            | Saint-Étienne        | D1                   | 33         | 1          | CF              | 1               | 0               | -                  | -                  | -                  | -         | -         | -         | 34     | 1      |
| 1994-1995            | Saint-Étienne        | D1                   | 31         | 0          | CF              | 2               | 0               | -                  | -                  | -                  | -         | -         | -         | 33     | 0      |
| 1995-1996            | Saint-Étienne        | D1                   | 12         | 1          | CF              | 1               | 0               | -                  | -                  | -                  | -         | -         | -         | 13     | 1      |
| Totale Saint-Étienne | Totale Saint-Étienne | Totale Saint-Étienne | 101        | 2          |                 | 6               | 0               |                    |                    |                    |           |           |           | 107    | 2      |
| 1996-1997            | Perpignan FC         | D2                   | 28         | 0          | CF              | 1               | 0               | -                  | -                  | -                  | -         | -         | -         | 29     | 0      |
| Totale Perpignan FC  | Totale Perpignan FC  | Totale Perpignan FC  | 28         | 0          |                 | 1               | 0               |                    |                    |                    |           |           |           | 29     | 0      |
| Totale carriera      | Totale carriera      | Totale carriera      | 325        | 12         |                 | 24              | 1               |                    | 8                  | 0                  |           | 3         | 0         | 360    | 13     |

### Cronologia presenze e reti in Nazionale
| Cronologia completa delle presenze e delle reti in nazionale ― Francia | Cronologia completa delle presenze e delle reti in nazionale ― Francia | Cronologia completa delle presenze e delle reti in nazionale ― Francia | Cronologia completa delle presenze e delle reti in nazionale ― Francia | Cronologia completa delle presenze e delle reti in nazionale ― Francia | Cronologia completa delle presenze e delle reti in nazionale ― Francia | Cronologia completa delle presenze e delle reti in nazionale ― Francia | Cronologia completa delle presenze e delle reti in nazionale ― Francia |
| Data                                                                   | Città                                                                  | In casa                                                                | Risultato                                                              | Ospiti                                                                 | Competizione                                                           | Reti                                                                   | Note                                                                   |
| ---------------------------------------------------------------------- | ---------------------------------------------------------------------- | ---------------------------------------------------------------------- | ---------------------------------------------------------------------- | ---------------------------------------------------------------------- | ---------------------------------------------------------------------- | ---------------------------------------------------------------------- | ---------------------------------------------------------------------- |
| 27-1-1988                                                              | Ramat Gan                                                              | Israele                                                                | 1 – 1                                                                  | Francia                                                                | Amichevole                                                             | -                                                                      |                                                                        |
| 2-2-1988                                                               | Tolosa                                                                 | Francia                                                                | 2 – 1                                                                  | Svizzera                                                               | Tournoi de France 1988                                                 | -                                                                      |                                                                        |
| 24-8-1988                                                              | Parigi                                                                 | Francia                                                                | 1 – 1                                                                  | Cecoslovacchia                                                         | Amichevole                                                             | -                                                                      |                                                                        |
| Totale                                                                 |                                                                        | Presenze                                                               | 3                                                                      |                                                                        | Reti                                                                   | 0                                                                      |                                                                        |